# Palais Holnstein

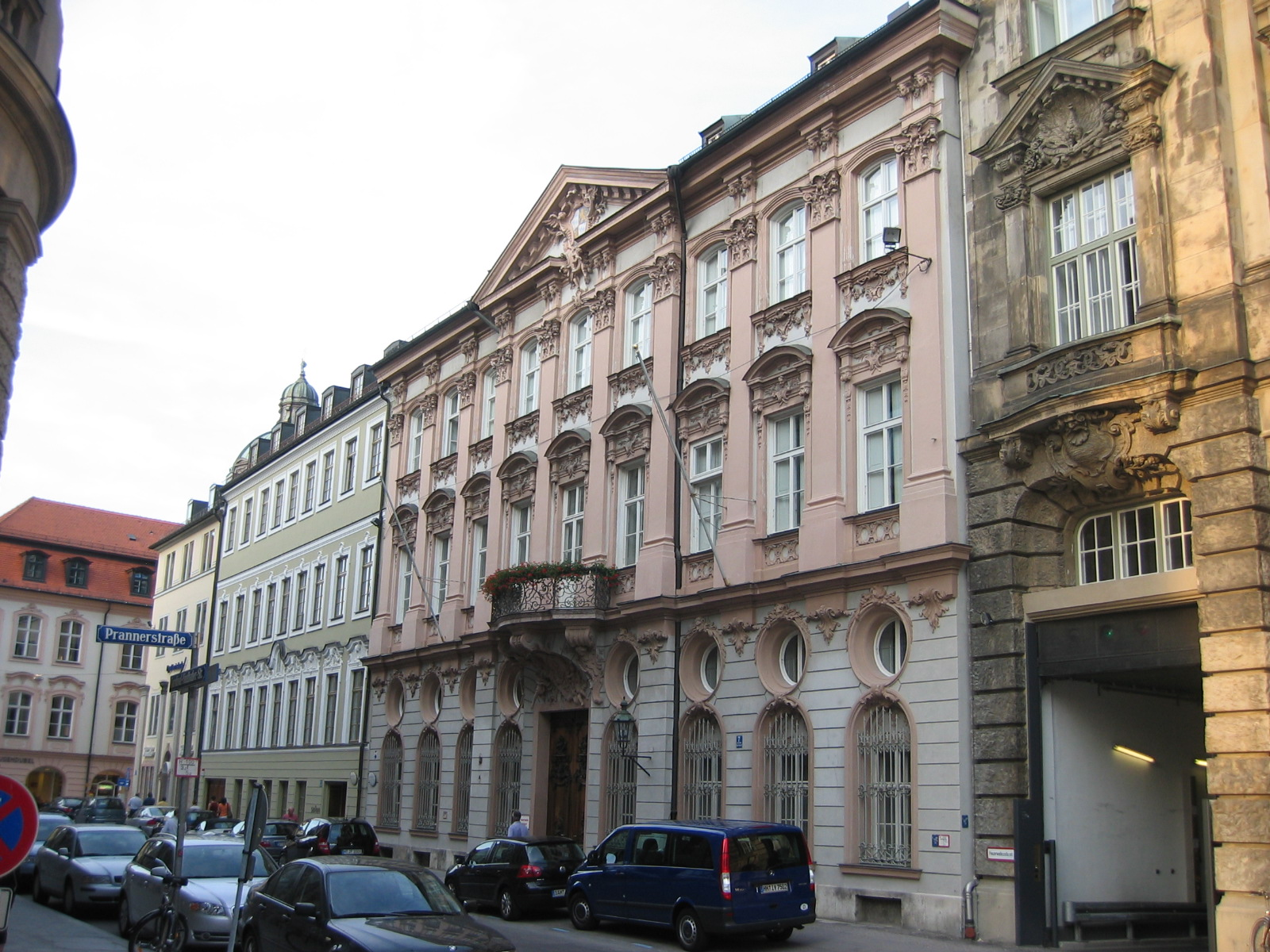
Vista do Palais Holnstein.

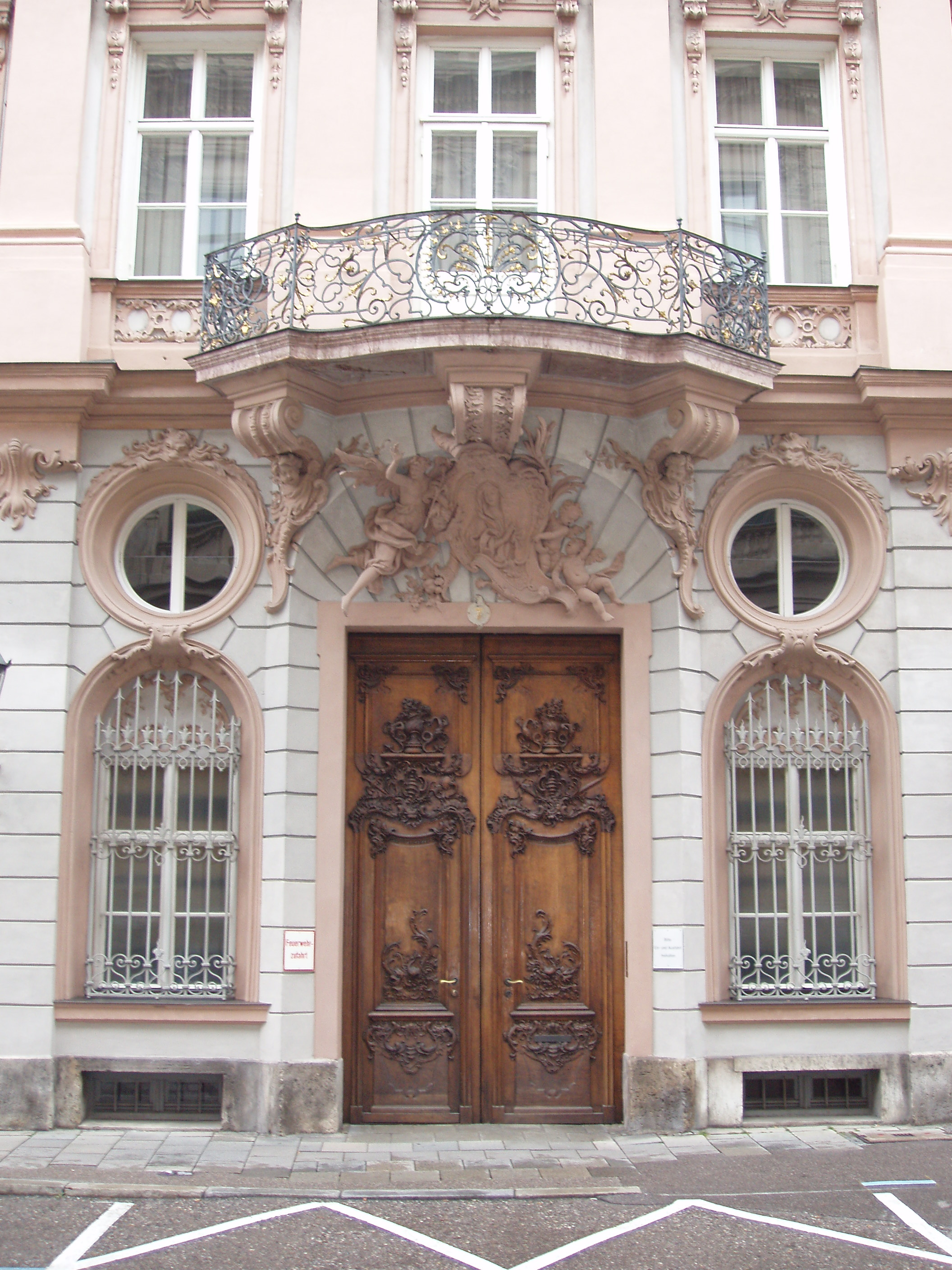
Entrada em estilo rococó do Palais Holnstein.

O Palais Holnstein é a residência do arcebispo de Munique e Frisinga desde 1818. Está localizado ao norte da cidade velha de Munique (Altstadt), na rua Kardinal-Faulhaber-Straße 7.
O arquiteto François de Cuvilliés construiu a mansão entre 1733 e 1737 para Sophie Caroline von Ingenheim, condessa de Holnstein, uma amante do príncipe-eleitor Carlos Alberto da Baviera, mais tarde imperador do Sacro Império Romano-Germânico, e para o filho de ambos, Franz Ludwig, 1º conde de Holnstein. A decoração interior foi feita por Johann Baptist Zimmermann.
É conhecido como o melhor exemplo que há em Munique de um palácio em estilo rococó, sendo o único palácio aristocrático na cidade com a distribuição original das salas. A fachada e muitos espaços internos se mantêm em seu estado original e dado que o palácio se encontra fechado para visitação pública, somente é possível contemplar a magnífica e elegante fachada.
De 1977 até 1982, o palácio serviu de residência ao arcebispo-cardeal Joseph Ratzinger (mais tarde, eleito Papa com o nome de Bento XVI), que se alojou ali durante sua última visita à arquidiocese em setembro de 2006.